# Geographia (handschrift)

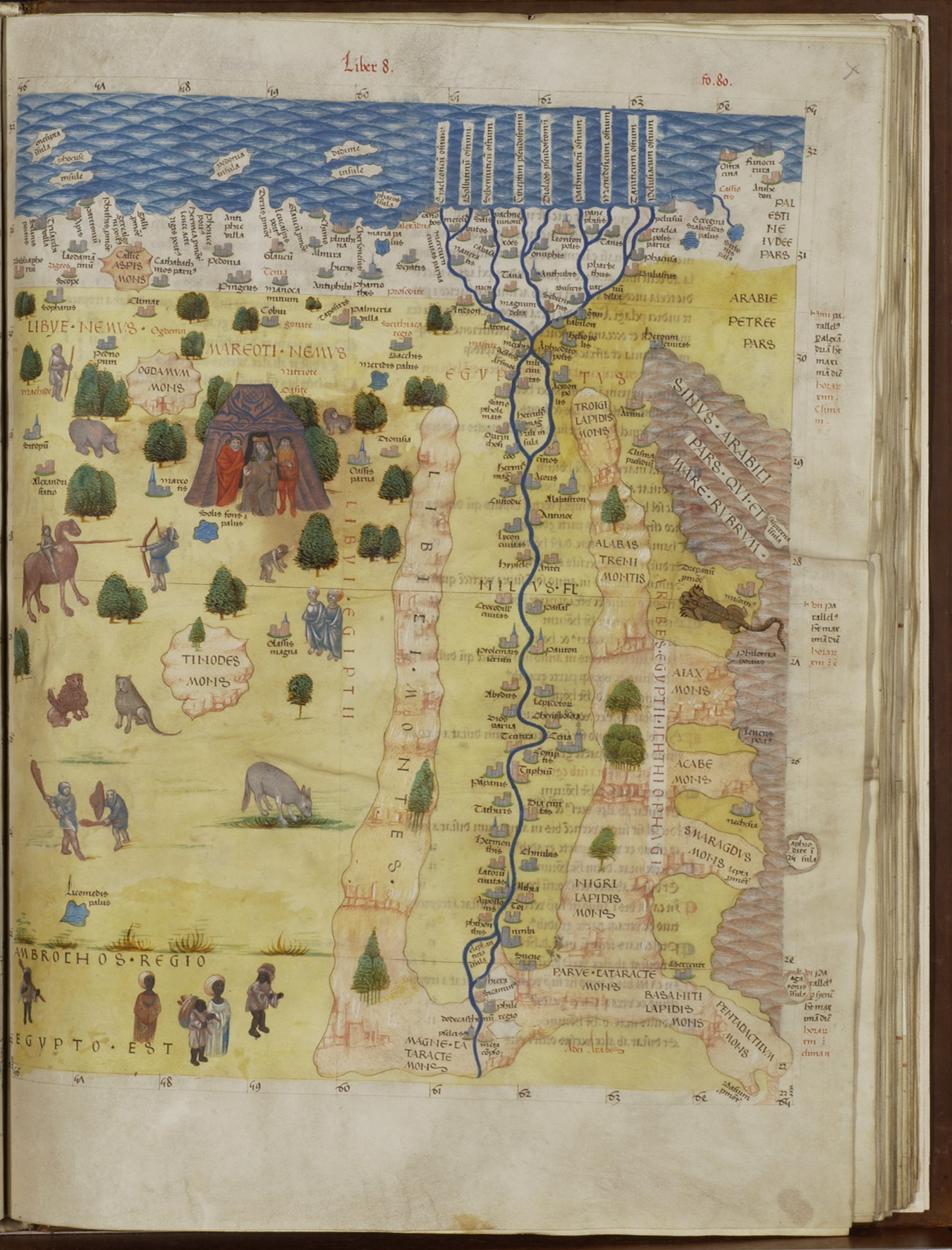
Kaart van Egypte naar Ptolemaeus, Geographia, KBR ms. 14887, fol. 80

De Geographia van Ptolemaeus werd in 1409 in Rome uit het Grieks naar het Latijn vertaald door Jacobus Angelus (Jacopo d’Angelo). Andere bronnen geven een datum van 1406 of tussen 1406 en 1409. De vertaling van Jacopo d’Angelo was gebaseerd op een eerdere onvoltooide vertaling van Manuel Chrysoloras. De Koninklijke Bibliotheek van België is in het bezit van een handschrift met die eerste Latijnse vertaling (hs. 14887).

## Beschrijving
Het handschrift is geschreven op 108 perkamenten folia van 400 bij 535 mm. Het is een handgeschreven kopie uit 1482 – 1485 van een gedrukte versie van de vertaling van Jacopo d’Angelo, die vanaf 1477 in druk verscheen. Het is afkomstig uit de verzameling van Raphaël de Marcatellis, een natuurlijke zoon van Filips de Goede, die van 1478 tot 1508 abt was van de Sint-Baafsabdij in Gent.

## Inhoud
Het werk van Ptolemaeus is onderverdeeld in acht boeken. 
- In Boek I geeft hij een beschrijving van de projecties die hij gebruikt: de orthogonale projectie, die gebruikt werd door Eratosthenes en Marinus van Tyrus, en de conische projectie van Hipparchus die ook door Ptolemaeus zelf werd gebruikt.
- Boeken II – VII bevatten de lengte en breedte coördinaten van ongeveer 8.000 plaatsen in graden en minuten.
- Boek VIII bevat de 27 kaarten van de in die tijd gekende wereld. De vraag of deze kaarten origineel van Ptolemaeus zijn blijft onbeantwoord. Volgens sommige onderzoekers zouden ze in de 2e of 3e eeuw zijn toegevoegd door Agathodemon (of Agathos Daimon) in Alexandrië.[1]

Het boek bevat achteraan vier moderne kaarten die in 1485 toegevoegd zijn en die mogelijk van de hand zouden zijn van Jan van Kriekenborch. Het zijn kopieën van kaarten gemaakt door de benedictijnermonnik Donnus (Domitius Nicolaus Germanus) en die in 1482 gedrukt werden in de derde editie van de Cosmografia gedrukt bij Lienhart Holle in Ulm.